# FCグルノーブル
フットボール・クラブ・ドゥ・グルノーブル・ラグビー（仏: Football Club de Grenoble Rugby）は、フランスのグルノーブルに本拠地を置くラグビーユニオンクラブである。スタジアムはスタッド・デ・ザルプ。プロD2（2部）に所属。

## 歴史
1892年創設。
1953-54シーズン、フランス選手権で初優勝。
2018-19シーズン後にトップ14から降格して以降は、プロD2でプレー。

## タイトル

### 国内タイトル
- フランス選手権（現・トップ14）
  - 優勝 1回（1954）
  - 準優勝 1回（1993）
- フランス選手権プロD2（2部リーグ）
  - 優勝 2回（1951, 2012）

## スコッド
- バウティスタ・エスクーラ(アルゼンチン代表)
- ジュゼー・マデイラ(ポルトガル代表)
- リチャード・ハードウィック(ナミビア代表)
- サム・デービス(ウェールズ代表)
- ギオルギ・クヴェセラゼ(ジョージア代表)
- ガースウィン・ムートン(ナミビア代表)
- カミニエリ・ラサク(7人制フィジー代表)

## 歴代所属選手
- ミハイ・ラザール(ルーマニア代表)
- ジェイミー・カドモア(カナダ代表)
- ウィリアム・ヘル(トンガ代表)
- ハラニ・アウリカ(トンガ代表)
- ベン・ルーカス
- ロラギ・ビシニア
- ソナ・タウマロロ(トンガ代表)
- ホアキン・トゥクレ(アルゼンチン代表)
- シェーン・オリアリー(カナダ代表)
- ポール・ヴィレムサ(フランス代表)
- トマ・ジョルメス(フランス代表)
- ジオ・アプロン(南アフリカ代表)
- マイク・タジャール(ポルトガル代表)
- ベカ・ギガシヴィリ(ジョージア代表)
- ダビド・クブリアシビリ(ジョージア代表)
- レバ・フィフィタ(トンガ代表)
- ミハイ・ラザール(ルーマニア代表)
- アンソニー・アウヴェス(ポルトガル代表)
- アンドレイ・オストリコフ(ロシア代表)
- ティモジ・ナグサ(フィジー代表)
- タンギノア・ハライフォヌア(トンガ代表)
- アンジェ・カプオッツォ(イタリア代表)
- レビ・ダグラス
- ディオン・フーリー(南アフリカ代表)
- イラクリ・アプツィアウリ(ジョージア代表)